# Agrilus ignipennis
Agrilus ignipennis é uma espécie de inseto do género Agrilus, família Buprestidae, ordem Coleoptera.
Foi descrita cientificamente por Lucas, 1857.